# Ivano-Frankivszk vasútállomás
Az Ivano-Frankivszk vasútállomás 1866-ban nyílt meg, amikor Stanislau városa az Osztrák-Magyarországon belüli Galíciai és Lodomeria Királyság része volt. Ukrajna egyik legrégebbi vasútállomása. Az állomást Károly Lajos főherceg galíciai vasútjának Lembergből (Lviv) Czernowitz (Csernivci) felé történő bővítésének részeként építették. A mellette lévő állomás mellett egy gépkarbantartó műhely is található, amelyet később gőzmozdony-karbantartó műhellyé alakítottak át.
1903-tól 1906-ig E. Baudisch bécsi építész vezetésével az állomást bővítették. A közelben vasúti posta épült.

## Vonatok
- Ivano-Frankivszk – Kijev
- Ivano-Frankivszk – Harkov
- Ivano-Frankivszk – Novooleksiivka